# Antal Bánkuti
Antal Bánkuti (Piškorevci, 1º giugno 1923 – Montréal, 21 luglio 2001) è stato un cestista ungherese.

## Carriera
Con l'Ungheria ha disputato i Giochi olimpici di Londra 1948 e due edizioni dei Campionati europei (1946, 1947).